# Černý potok (přítok Nemanického potoka)
Černý potok (německy  a na německém území Schwarzbach) je vodní tok v okrese Domažlice v Plzeňském kraji a v zemském okres Cham vládního obvodu Horní Falc v Bavorsku v Německu, levostranný přítok Nemanického potoka (na německém území jako Böhmische Schwarzach).
Délka toku měří 8,5 km, z toho na českém území 8 km.
Plocha povodí činí 16,05 km², z toho na českém území 14,43 km².

## Průběh toku
Potok pramení v nadmořské výšce 680 metrů na severozápadním úpatí Čerchova v Českém lese v CHKO Český les.
Nedaleko pramene Černého potoka, asi 600 metrů severně, pramení další Černý potok (Čerchovka), pravostranný přítok Radbuzy a asi 450 metrů severovýchodně pramení Teplá Bystřice (Warme Pastritz), levostranný přítok řeky Kouby.
Na českém území teče potok neobydlenou krajinou nejprve severním, poté severozápadním směrem. Protéká malou vesnicí Černá Řeka, částí obce Klenčí pod Čerchovem. Podtéká silnici II/189 podél které směřuje ke hraničnímu přechodu Lísková / Waldmünchen na území zaniklé obce Lísková. Poblíž hraničního přechodu opouští české území a od státní hranici s Německem již nese název Schwarzbach.
Nedaleko vesnice Höll, místní části města Waldmünchen se zleva vlévá do Nemanického potoka, který ovšem již nese německý název Böhmische Schwarzach.

## Mlýny
Při Černém potoce leželo několik vodních mlýnů. Nejvýše položeným mlýnem byl Sophienthalmühle v osadě Černá Řeka, u Lískové to byly mlýny Mühlau a Nový mlýn. Všechny byly zbourány při budování hraničního pásma. Nejzachovalejším mlýnem byl Dingirlův mlýn před soutokem bezejmenného potoka s Černým potokem v Lískové, jehož majitelem byl válečný invalida, který na frontě přišel o nohu. Zřícenina mlýna obsahovala část strojního vybavení, mohutné ocelové soukolí s palečním kolem. Při budování česko-německé naučné stezky v Lískové, otevřené roku 2012, se zvažovalo, že zřícenina mlýna se stane jako technická památka jedním ze zastavení této stezky. Historické zařízení mlýna však někdo ukradl a zpeněžil ve sběrných surovinách. Viník nebyl dopaden.